# Stroudia albofasciata
Stroudia albofasciata är en stekelart som beskrevs av Gusenleitner 2002. Stroudia albofasciata ingår i släktet Stroudia och familjen Eumenidae. Inga underarter finns listade i Catalogue of Life.